# Élections cantonales de 1955 dans le Finistère
Les élections cantonales françaises de 1955 ont eu lieu les 17 et 24 avril 1955.

## Contexte départemental

### Assemblée départementale sortante
| Parti                                             | Sigle   | Élus |
| ------------------------------------------------- | ------- | ---- |
| Majorité (34 sièges)                              |         |      |
| Républicains sociaux                              | Rép.soc | 15   |
| Centre national des indépendants et paysans       | CNIP    | 11   |
| Mouvement républicain populaire                   | MRP     | 6    |
| Rassemblement des gauches républicaines           | RGR     | 1    |
| Union démocratique et socialiste de la Résistance | UDSR    | 1    |
| Opposition (9 sièges)                             |         |      |
| Section française de l'Internationale ouvrière    | SFIO    | 3    |
| Parti communiste français                         | PCF     | 3    |
| Parti républicain, radical et radical-socialiste  | Rad-Soc | 3    |
| Président du conseil général                      |         |      |
| Jean Crouan (CNIP)                                |         |      |

## Résultats à l’échelle du département

### Résultats en nombre de sièges
| Parti | Sièges mis en jeu | Élus | Évolution |
| ----- | ----------------- | ---- | --------- |
| SFIO  | 2                 | 4    | +2        |
| PCF   | 1                 | 1    | =         |
| CNIP  | 7                 | 6    | -1        |
| PR    | 2                 | 1    | -1        |
| MRP   | 8                 | 9    | +1        |
| UDSR  | 1                 | 0    | -1        |

### Assemblée départementale élue
| Parti                                             | Sigle   | Élus |
| ------------------------------------------------- | ------- | ---- |
| Majorité (35 sièges)                              |         |      |
| Républicains sociaux                              | Rép.soc | 11   |
| Mouvement républicain populaire                   | MRP     | 11   |
| Centre national des indépendants et paysans       | CNIP    | 11   |
| Rassemblement des gauches républicaines           | RGR     | 2    |
| Union démocratique et socialiste de la Résistance | UDSR    | 0    |
| Opposition (8 sièges)                             |         |      |
| Parti communiste français                         | PCF     | 3    |
| Section française de l'Internationale ouvrière    | SFIO    | 3    |
| Parti républicain, radical et radical-socialiste  | Rad-Soc | 2    |
| Président du conseil général                      |         |      |
| Jean Crouan (CNIP)                                |         |      |

## Résultats par canton

### Canton d'Arzano
| Candidats | Candidats      | Étiquette | Premier tour | Premier tour |
| Candidats | Candidats      | Étiquette | Voix         | %            |
| --------- | -------------- | --------- | ------------ | ------------ |
|           | Jean Fichoux * | Rép.soc   | 1 996        | 92,92        |
|           | Marcel Daniel  | PCF       | 152          | 7,08         |
|           |                |           |              |              |
| Inscrits  | Inscrits       | Inscrits  | 3 216        | 100,00       |
| Votants   | Votants        | Votants   | 2 180        | 67,79        |
| Exprimés  | Exprimés       | Exprimés  | 2 148        | 98,53        |

*sortant

### Canton de Bannalec
| Candidats | Candidats         | Étiquette | Premier tour | Premier tour | Second tour | Second tour |
| Candidats | Candidats         | Étiquette | Voix         | %            | Voix        | %           |
| --------- | ----------------- | --------- | ------------ | ------------ | ----------- | ----------- |
|           | René Nicolas *    | PCF       | 2 632        | 47,27        | 3 177       | 48,94       |
|           | Jérôme Jéannès    | CNIP      | 2 451        | 44,02        | 3 315       | 51,06       |
|           | François Pastoret | SFIO      | 485          | 8,71         |             |             |
|           |                   |           |              |              |             |             |
| Inscrits  | Inscrits          | Inscrits  | 8 847        | 100,00       | 8 847       | 100,00      |
| Votants   | Votants           | Votants   | 5 644        | 63,80        | 6 552       | 74,06       |
| Exprimés  | Exprimés          | Exprimés  | 5 568        | 98,65        | 6 492       | 99,08       |

*sortant

### Canton de Brest-2
| Candidats | Candidats      | Étiquette     | Premier tour | Premier tour | Second tour | Second tour |
| Candidats | Candidats      | Étiquette     | Voix         | %            | Voix        | %           |
| --------- | -------------- | ------------- | ------------ | ------------ | ----------- | ----------- |
|           | Yves Jaouen *  | MRP           | 7 461        | 51,46        | 9 268       | 60,30       |
|           | Robert Arnault | SFIO          | 2 474        | 17,06        | 6 077       | 39,54       |
|           | Renée Riou     | PCF           | 2 472        | 17,05        |             |             |
|           | Gilles Guyader | CNIP          | 1 561        | 10,77        |             |             |
|           | Jean Gouriou   | Nvelle Gauche | 529          | 3,65         |             |             |
|           |                |               |              |              |             |             |
| Inscrits  | Inscrits       | Inscrits      | 34 463       | 100,00       | 34 445      | 100,00      |
| Votants   | Votants        | Votants       | 14 591       | 42,34        | 15 555      | 45,16       |
| Exprimés  | Exprimés       | Exprimés      | 14 500       | 99,38        | 15 370      | 98,81       |

*sortant

### Canton de Brest-3
Alfred Chupin (UDSR), ne se représente pas.
| Candidats | Candidats      | Étiquette     | Premier tour | Premier tour | Second tour | Second tour |
| Candidats | Candidats      | Étiquette     | Voix         | %            | Voix        | %           |
| --------- | -------------- | ------------- | ------------ | ------------ | ----------- | ----------- |
|           | Yves Euzen     | CNIP          | 2 004        | 34,37        | 3 054       | 47,68       |
|           | Louise Le Roux | MRP           | 1 651        | 28,31        | 1 594       | 24,89       |
|           | Henri Ménès    | PCF           | 914          | 15,68        | 1 752       | 26,35       |
|           | Robert Gravot  | SFIO          | 815          | 13,98        |             |             |
|           | Jean Le Gouill | Nvelle Gauche | 444          | 7,62         |             |             |
|           |                |               |              |              |             |             |
| Inscrits  | Inscrits       | Inscrits      | 13 519       | 100,00       | 13 509      | 100,00      |
| Votants   | Votants        | Votants       | 5 898        | 43,63        | 6 470       | 47,89       |
| Exprimés  | Exprimés       | Exprimés      | 5 831        | 98,86        | 6 405       | 99,00       |

*sortant

### Canton de Carhaix-Plouguer
| Candidats | Candidats              | Étiquette | Premier tour | Premier tour | Second tour | Second tour |
| Candidats | Candidats              | Étiquette | Voix         | %            | Voix        | %           |
| --------- | ---------------------- | --------- | ------------ | ------------ | ----------- | ----------- |
|           | Roger Thomas           | PCF       | 2 455        | 37,12        | 3 392       | 41,97       |
|           | Pierre-Louis Le Pinsec | SFIO      | 1 803        | 27,27        | 2 948       | 36,48       |
|           | Louis Leclerc          | MRP       | 1 337        | 20,22        | 1 742       | 21,55       |
|           | Hervé Lancien *        | Rép.soc   | 1 018        | 15,39        |             |             |
|           |                        |           |              |              |             |             |
| Inscrits  | Inscrits               | Inscrits  | 11 272       | 100,00       | 11 273      | 100,00      |
| Votants   | Votants                | Votants   | 6 679        | 59,25        | 8 136       | 72,17       |
| Exprimés  | Exprimés               | Exprimés  | 6 613        | 99,01        | 8 082       | 99,34       |

*sortant

### Canton de Concarneau
Albert Quelven (PCF), élu depuis 1949 ne se représente pas.
| Candidats | Candidats        | Étiquette | Premier tour | Premier tour |
| Candidats | Candidats        | Étiquette | Voix         | %            |
| --------- | ---------------- | --------- | ------------ | ------------ |
|           | Michel Naviner   | PCF (*)   | 4 507        | 52,27        |
|           | Charles Linement | SFIO      | 2 382        | 27,62        |
|           | Emmanuel Trocmé  | MRP       | 1 734        | 20,11        |
|           |                  |           |              |              |
| Inscrits  | Inscrits         | Inscrits  | 12 051       | 100,00       |
| Votants   | Votants          | Votants   | 8 690        | 72,11        |
| Exprimés  | Exprimés         | Exprimés  | 8 623        | 99,23        |

*sortant

### Canton de Crozon
| Candidats | Candidats       | Étiquette     | Premier tour | Premier tour | Second tour | Second tour |
| Candidats | Candidats       | Étiquette     | Voix         | %            | Voix        | %           |
| --------- | --------------- | ------------- | ------------ | ------------ | ----------- | ----------- |
|           | Louis Jacquin * | CNIP (ex RPF) | 2 959        | 45,47        | 3 388       | 45,98       |
|           | René Heise      | SFIO          | 1 922        | 29,54        | 2 839       | 38,53       |
|           | René Fitament   | CNIP          | 1 106        | 17,00        | 1 141       | 15,49       |
|           | Albert André    | PCF           | 336          | 5,16         |             |             |
|           | Charles Nicolas | EXG           | 184          | 2,83         |             |             |
|           |                 |               |              |              |             |             |
| Inscrits  | Inscrits        | Inscrits      | 12 528       | 100,00       | 12 528      | 100,00      |
| Votants   | Votants         | Votants       | 6 541        | 52,21        | 7 411       | 59,16       |
| Exprimés  | Exprimés        | Exprimés      | 6 507        | 99,48        | 7 368       | 99,42       |

*sortant

### Canton de Daoulas
| Candidats | Candidats      | Étiquette | Premier tour | Premier tour |
| Candidats | Candidats      | Étiquette | Voix         | %            |
| --------- | -------------- | --------- | ------------ | ------------ |
|           | Louis Castel * | CNIP      | 5 273        | 88,13        |
|           | Jean Nédélec   | PCF       | 709          | 11,85        |
|           |                |           |              |              |
| Inscrits  | Inscrits       | Inscrits  | 12 639       | 100,00       |
| Votants   | Votants        | Votants   | 6 108        | 48,33        |
| Exprimés  | Exprimés       | Exprimés  | 5 983        | 97,95        |

*sortant

### Canton du Faou
Yves Bourhis (Rad-Soc) est décédé, une partielle est organisée.
| Candidats | Candidats       | Étiquette     | Premier tour | Premier tour | Second tour | Second tour |
| Candidats | Candidats       | Étiquette     | Voix         | %            | Voix        | %           |
| --------- | --------------- | ------------- | ------------ | ------------ | ----------- | ----------- |
|           | Suzanne Ploux   | App.Gaull     | 1 772        | 43,05        | 2 346       | 54,57       |
|           | Louis Balay     | SFIO          | 1 182        | 31,15        | 1 952       | 45,43       |
|           | Georges Le Bras | CNIP (ex MRP) | 697          | 16,93        |             |             |
|           | Pierre Sizun    | PCF           | 365          | 8,87         |             |             |
|           |                 |               |              |              |             |             |
| Inscrits  | Inscrits        | Inscrits      | 5 829        | 100,00       | 5 829       | 100,00      |
| Votants   | Votants         | Votants       | 4 045        | 69,39        | 4 338       | 74,42       |
| Exprimés  | Exprimés        | Exprimés      | 4 016        | 99,28        | 4 299       | 99,10       |

*sortant

### Canton de Fouesnant
Jean-Louis Yvonnou (CNIP ex RGR), élu depuis 1934 ne se représente pas.
| Candidats | Candidats       | Étiquette     | Premier tour | Premier tour |
| Candidats | Candidats       | Étiquette     | Voix         | %            |
| --------- | --------------- | ------------- | ------------ | ------------ |
|           | Louis Le Calvez | RGR (*)       | 3 544        | 71,04        |
|           | Marcel Lanne    | PCF           | 1 126        | 22,57        |
|           | René Le Viol    | CNIP (ex RPF) | 319          | 6,39         |
|           |                 |               |              |              |
| Inscrits  | Inscrits        | Inscrits      | 7 657        | 100,00       |
| Votants   | Votants         | Votants       | 5 025        | 65,63        |
| Exprimés  | Exprimés        | Exprimés      | 4 989        | 99,28        |

*sortant

### Canton de Lanmeur
| Candidats | Candidats                 | Étiquette | Premier tour | Premier tour |
| Candidats | Candidats                 | Étiquette | Voix         | %            |
| --------- | ------------------------- | --------- | ------------ | ------------ |
|           | François Tanguy-Prigent * | SFIO      | 3 224        | 60,14        |
|           | René Prigent              | MRP       | 971          | 18,11        |
|           | François Tournevache      | PCF       | 584          | 10,89        |
|           | François-Marie Bourhis    | CNIP      | 582          | 10,86        |
|           |                           |           |              |              |
| Inscrits  | Inscrits                  | Inscrits  | 8 184        | 100,00       |
| Votants   | Votants                   | Votants   | 5 397        | 65,95        |
| Exprimés  | Exprimés                  | Exprimés  | 5 361        | 99,33        |

*sortant

### Canton de Lannilis
| Candidats | Candidats      | Étiquette     | Premier tour | Premier tour |
| Candidats | Candidats      | Étiquette     | Voix         | %            |
| --------- | -------------- | ------------- | ------------ | ------------ |
|           | Léon Guéguen * | CNIP (ex RPF) | 6 547        | 96,75        |
|           | André Mériot   | PCF           | 220          | 3,25         |
|           |                |               |              |              |
| Inscrits  | Inscrits       | Inscrits      | 10 095       | 100,00       |
| Votants   | Votants        | Votants       | 6 881        | 68,16        |
| Exprimés  | Exprimés       | Exprimés      | 6 767        | 98,34        |

*sortant

### Canton de Plabennec
| Candidats | Candidats               | Étiquette     | Premier tour | Premier tour |
| Candidats | Candidats               | Étiquette     | Voix         | %            |
| --------- | ----------------------- | ------------- | ------------ | ------------ |
|           | Gabriel de Poulpiquet * | CNIP (ex RPF) | 6 129        | 97,69        |
|           | Marie Combot            | PCF           | 144          | 2,31         |
|           |                         |               |              |              |
| Inscrits  | Inscrits                | Inscrits      | 8 878        | 100,00       |
| Votants   | Votants                 | Votants       | 6 344        | 71,46        |
| Exprimés  | Exprimés                | Exprimés      | 6 274        | 98,90        |

*sortant

### Canton de Pleyben
| Candidats | Candidats          | Étiquette | Premier tour | Premier tour | Second tour | Second tour |
| Candidats | Candidats          | Étiquette | Voix         | %            | Voix        | %           |
| --------- | ------------------ | --------- | ------------ | ------------ | ----------- | ----------- |
|           | Yves Hamon         | MRP       | 2 822        | 49,77        | 4 255       | 79,46       |
|           | Jean Saliou *      | Rép.soc   | 2 204        | 38,87        |             |             |
|           | Auguste Le Guillou | PCF       | 640          | 11,29        | 705         | 13,17       |
|           | Jean-Louis Coadou  | SFIO      | -            | -            | 336         | 6,28        |
|           |                    |           |              |              |             |             |
| Inscrits  | Inscrits           | Inscrits  | 9 110        | 100,00       | 9 110       | 100,00      |
| Votants   | Votants            | Votants   | 5 748        | 63,10        | 5 507       | 60,45       |
| Exprimés  | Exprimés           | Exprimés  | 5 670        | 98,64        | 5 355       | 97,24       |

*sortant

### Canton de Ploudalmézeau
| Candidats | Candidats      | Étiquette     | Premier tour | Premier tour |
| Candidats | Candidats      | Étiquette     | Voix         | %            |
| --------- | -------------- | ------------- | ------------ | ------------ |
|           | Yves Pellé *   | MRP           | 4 245        | 61,09        |
|           | Pierre Plouet  | Rép.soc       | 1 298        | 18,68        |
|           | Jean Coquelin  | CNIP (ex RPF) | 664          | 9,56         |
|           | Charles Pavot  | CNIP          | 644          | 9,27         |
|           | Guillaume Riou | PCF           | 98           | 1,41         |
|           |                |               |              |              |
| Inscrits  | Inscrits       | Inscrits      | 9 877        | 100,00       |
| Votants   | Votants        | Votants       | 6 996        | 70,83        |
| Exprimés  | Exprimés       | Exprimés      | 6 949        | 99,33        |

*sortant

### Canton de Plouescat
| Candidats | Candidats         | Étiquette     | Premier tour | Premier tour |
| Candidats | Candidats         | Étiquette     | Voix         | %            |
| --------- | ----------------- | ------------- | ------------ | ------------ |
|           | Pierre Trémintin  | MRP           | 3 150        | 53,05        |
|           | Louis Salaün *    | CNIP (ex RPF) | 2 219        | 37,37        |
|           | Robert Debled     | CNIP          | 499          | 8,40         |
|           | Fernand Échardour | PCF           | 70           | 1,18         |
|           |                   |               |              |              |
| Inscrits  | Inscrits          | Inscrits      | 7 720        | 100,00       |
| Votants   | Votants           | Votants       | 5 973        | 77,37        |
| Exprimés  | Exprimés          | Exprimés      | 5 938        | 99,41        |

*sortant

### Canton de Plouzévédé
| Candidats | Candidats          | Étiquette     | Premier tour | Premier tour | Second tour | Second tour |
| Candidats | Candidats          | Étiquette     | Voix         | %            | Voix        | %           |
| --------- | ------------------ | ------------- | ------------ | ------------ | ----------- | ----------- |
|           | Eugène Quéméneur * | CNIP (ex RPF) | 2 593        | 42,97        | 3 557       | 53,32       |
|           | Yves Berthevas     | MRP           | 2 298        | 38,08        | 2 701       | 42,76       |
|           | Christophe Roué    | MRP           | 1 046        | 17,33        |             |             |
|           | Pierre Cauzien     | PCF           | 98           | 1,62         | 58          | 0,92        |
|           |                    |               |              |              |             |             |
| Inscrits  | Inscrits           | Inscrits      | 7 506        | 100,00       | 7 507       | 100,00      |
| Votants   | Votants            | Votants       | 6 092        | 81,16        | 6 343       | 84,49       |
| Exprimés  | Exprimés           | Exprimés      | 6 035        | 99,06        | 6 316       | 99,57       |

*sortant

### Canton de Pont-Croix
| Candidats | Candidats      | Étiquette     | Premier tour | Premier tour | Second tour | Second tour |
| Candidats | Candidats      | Étiquette     | Voix         | %            | Voix        | %           |
| --------- | -------------- | ------------- | ------------ | ------------ | ----------- | ----------- |
|           | Francis Postic | PCF           | 3 439        | 35,12        | 4 964       | 41,90       |
|           | Hervé Gloaguen | CNIP (ex RPF) | 3 349        | 34,20        | 6 882       | 58,10       |
|           | Jean Sergent   | MRP           | 2 995        | 30,59        |             |             |
|           |                |               |              |              |             |             |
| Inscrits  | Inscrits       | Inscrits      | 19 503       | 100,00       | 19 500      | 100,00      |
| Votants   | Votants        | Votants       | 9 966        | 51,10        | 11 990      | 61,49       |
| Exprimés  | Exprimés       | Exprimés      | 9 792        | 98,25        | 11 848      | 98,82       |

*sortant

### Canton de Pont-l'Abbé
| Candidats | Candidats            | Étiquette     | Premier tour | Premier tour | Second tour | Second tour |
| Candidats | Candidats            | Étiquette     | Voix         | %            | Voix        | %           |
| --------- | -------------------- | ------------- | ------------ | ------------ | ----------- | ----------- |
|           | Jean Lautredou       | MRP           | 4 835        | 32,90        | 9 714       | 56,34       |
|           | Jean-Désiré Larnicol | PCF           | 4 309        | 29,32        | 7 488       | 43,43       |
|           | Jean Lavalou *       | Rép.soc       | 2 517        | 17,13        |             |             |
|           | Pierre Burin         | Rad-Soc       | 1 595        | 10,85        |             |             |
|           | Maurice Cariou       | SFIO          | 936          | 6,37         |             |             |
|           | Alain Le Disloquer   | Nvelle Gauche | 503          | 3,42         |             |             |
|           |                      |               |              |              |             |             |
| Inscrits  | Inscrits             | Inscrits      | 24 458       | 100,00       | 24 461      | 100,00      |
| Votants   | Votants              | Votants       | 18 770       | 76,74        | 19 705      | 80,56       |
| Exprimés  | Exprimés             | Exprimés      | 18 527       | 98,71        | 19 306      | 97,98       |

*sortant

### Canton de Quimper
Partielle organisée à la suite du décès de Joseph Halléguen (ARS) élu depuis 1951. 
| Candidats | Candidats       | Étiquette | Premier tour | Premier tour | Second tour | Second tour |
| Candidats | Candidats       | Étiquette | Voix         | %            | Voix        | %           |
| --------- | --------------- | --------- | ------------ | ------------ | ----------- | ----------- |
|           | René Coadou     | MRP       | 4 108        | 29,61        | 8 028       | 49,83       |
|           | Hervé Nader     | CNIP      | 2 745        | 19,78        | 3 172       | 19,69       |
|           | Henri Plouhinec | PCF       | 2 664        | 19,20        | 4 909       | 30,47       |
|           | Jean-Louis Faou | SFIO      | 2 484        | 17,90        |             |             |
|           | Paul Bernard    | CNIP      | 1 875        | 13,51        |             |             |
|           |                 |           |              |              |             |             |
| Inscrits  | Inscrits        | Inscrits  | 27 528       | 100,00       | 27 524      | 100,00      |
| Votants   | Votants         | Votants   | 14 037       | 50,99        | 16 440      | 59,73       |
| Exprimés  | Exprimés        | Exprimés  | 13 877       | 98,86        | 16 110      | 97,99       |

*sortant

### Canton de Rosporden
| Candidats | Candidats            | Étiquette | Premier tour | Premier tour |
| Candidats | Candidats            | Étiquette | Voix         | %            |
| --------- | -------------------- | --------- | ------------ | ------------ |
|           | Bernard Kergourlay * | Rép.soc   | 2 116        | 51,62        |
|           | Louis Huitric        | SFIO      | 1 346        | 32,84        |
|           | Émile Le Foll        | PCF       | 637          | 15,54        |
|           |                      |           |              |              |
| Inscrits  | Inscrits             | Inscrits  | 5 657        | 100,00       |
| Votants   | Votants              | Votants   | 4 124        | 72,90        |
| Exprimés  | Exprimés             | Exprimés  | 4 099        | 99,39        |

*sortant

### Canton de Saint-Pol-de-Léon
| Candidats | Candidats          | Étiquette | Premier tour | Premier tour |
| Candidats | Candidats          | Étiquette | Voix         | %            |
| --------- | ------------------ | --------- | ------------ | ------------ |
|           | François Prigent * | MRP       | 8 203        | 90,39        |
|           | François Paugam    | PCF       | 872          | 9,61         |
|           |                    |           |              |              |
| Inscrits  | Inscrits           | Inscrits  | 15 428       | 100,00       |
| Votants   | Votants            | Votants   | 9 317        | 60,39        |
| Exprimés  | Exprimés           | Exprimés  | 9 075        | 97,40        |

*sortant

### Canton de Saint-Thégonnec
| Candidats | Candidats       | Étiquette | Premier tour | Premier tour |
| Candidats | Candidats       | Étiquette | Voix         | %            |
| --------- | --------------- | --------- | ------------ | ------------ |
|           | François Coat * | Rad-Soc   | 2 780        | 87,86        |
|           | Jean Kerbaol    | PCF       | 384          | 12,14        |
|           |                 |           |              |              |
| Inscrits  | Inscrits        | Inscrits  | 5 362        | 100,00       |
| Votants   | Votants         | Votants   | 3 585        | 66,86        |
| Exprimés  | Exprimés        | Exprimés  | 3 164        | 88,26        |

*sortant